# Logis Saint-Léonard
Le Logis Saint-Léonard est un édifice situé à Alençon, en France.

## Localisation
Le monument est situé dans le département français de l'Orne, face à l'église Saint-Léonard d'Alençon, à l'angle des rues des Marais et de Fresnay.

## Architecture
Les façades et les toitures sont inscrites au titre des monuments historiques depuis le 24 mars 1975.

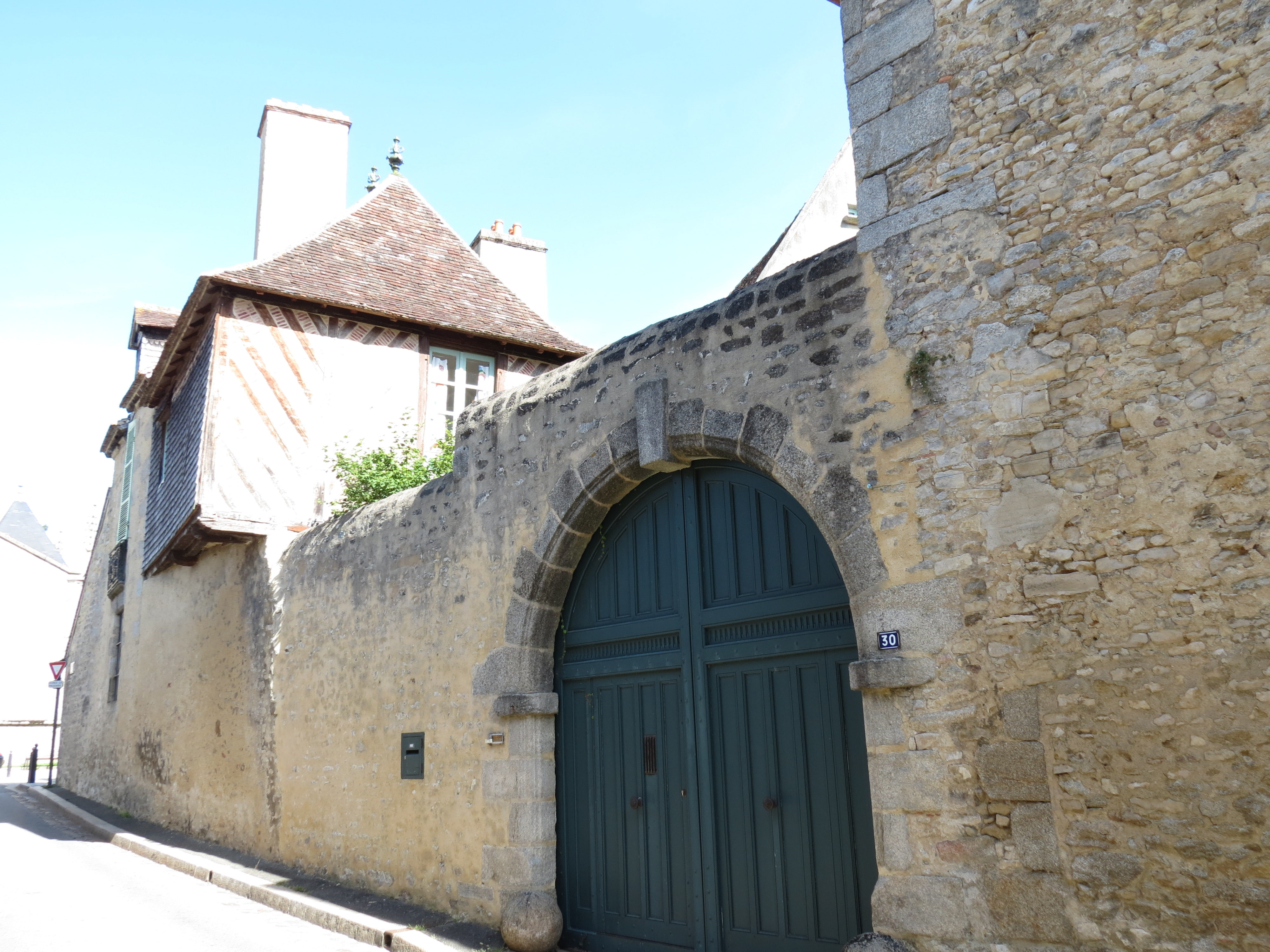
Le portail, rue des Marais.
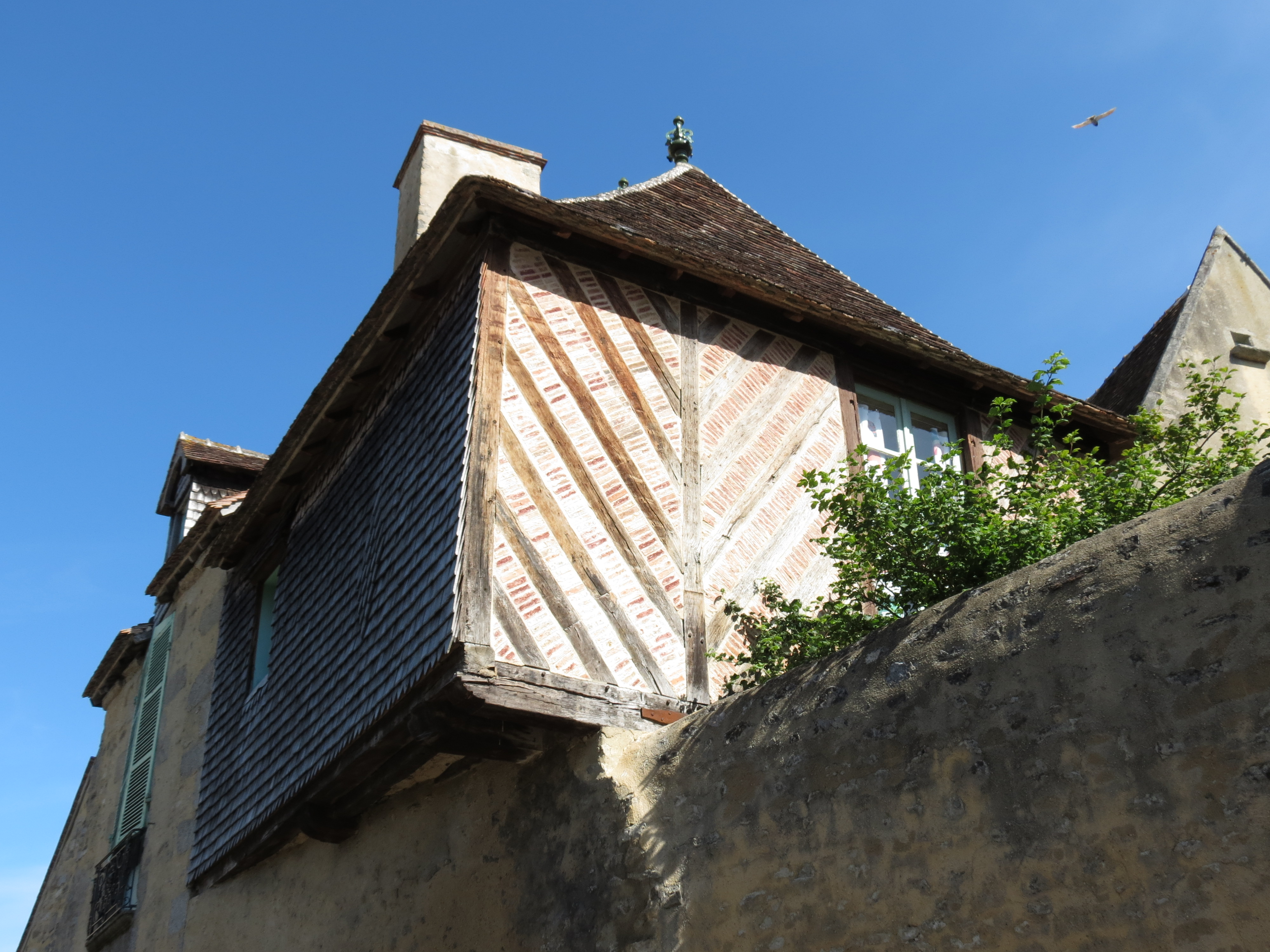
Détail de la façade, rue des Marais.